# Ставидла
Стави́дла — село в Україні, в Олександрівській селищній громаді Кропивницького району Кіровоградської області. Населення становить 484 осіб. Колишній центр Ставидлянської сільської ради.

## Географія
Село розташоване на річці Сухий Ташлик, за 25 км на південний захід від центру громади смт Олександрівка та залізничної станції Фундукліївка.

## Клімат
У селі вологий континентальний клімат. Середня температура становить 7,9 °C. Середньорічна кількість опадів — 533 мм. Найменше опадів випадає у березні — 30 мм опадів, найбільше в липні — 73 мм.
| Клімат Ставидла         | Клімат Ставидла | Клімат Ставидла | Клімат Ставидла | Клімат Ставидла | Клімат Ставидла | Клімат Ставидла | Клімат Ставидла | Клімат Ставидла | Клімат Ставидла | Клімат Ставидла | Клімат Ставидла | Клімат Ставидла | Клімат Ставидла |
| Показник                | Січ.            | Лют.            | Бер.            | Квіт.           | Трав.           | Черв.           | Лип.            | Серп.           | Вер.            | Жовт.           | Лист.           | Груд.           | Рік             |
| Середній максимум, °C   | −1,1            | 0,4             | 5,5             | 12,7            | 18,3            | 21,2            | 22,8            | 22,3            | 18,2            | 12,9            | 5,7             | 0,8             |                 |
| Середня температура, °C | −5,2            | −4,6            | −0,3            | 8,2             | 15              | 19,1            | 20,8            | 19,8            | 14,3            | 8,3             | 1,9             | −2,3            | 7,9             |
| Середній мінімум, °C    | −8,2            | −7,7            | −3,7            | 3,6             | 9,8             | 13,8            | 15,4            | 14,2            | 9               | 3,9             | −0,9            | −4,9            |                 |
| Норма опадів, мм        | 36              | 35              | 30              | 39              | 46              | 70              | 73              | 51              | 40              | 31              | 38              | 44              | 533             |
| ----------------------- | --------------- | --------------- | --------------- | --------------- | --------------- | --------------- | --------------- | --------------- | --------------- | --------------- | --------------- | --------------- | --------------- |
| Джерело:                |                 |                 |                 |                 |                 |                 |                 |                 |                 |                 |                 |                 |                 |

## Історія

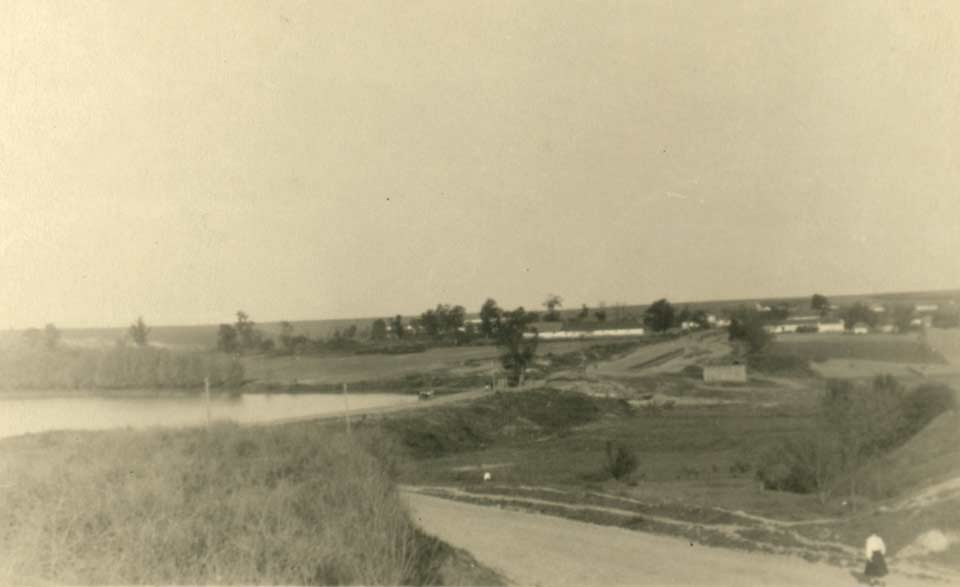
Артіль «Світова Зірниця». Дата реєстрації артілі 23.08.1923

Село засноване у другій половині XVIII століття. 20—22 лютого 1920 року у Ставидлі під час Зимового походу зупинявся на відпочинок Кінний полк Чорних Запорожців Армії УНР.
Під час організованого радянською владою Голодомору 1932—1933 років померло щонайменше 211 жителів села.

## Населення
| 1808 | 1820  | 1863  | 1892  | 1907   | 1923   | 1972  | 2001  |
| ---- | ----- | ----- | ----- | ------ | ------ | ----- | ----- |
| 629  | ▲ 892 | ▼ 860 | ▲ 967 | ▲ 1175 | ▲ 1422 | ▼ 733 | ▼ 484 |

Згідно з переписом УРСР 1989 року чисельність наявного населення села становила 504 особи, з яких 210 чоловіків та 294 жінки.
За переписом населення України 2001 року в селі мешкало 489 осіб.
Розподіл населення за рідною мовою (2001).
| українська | російська | інші   |
| ---------- | --------- | ------ |
| 97,52 %    | 1,45 %    | 1,04 % |

## Відомі люди

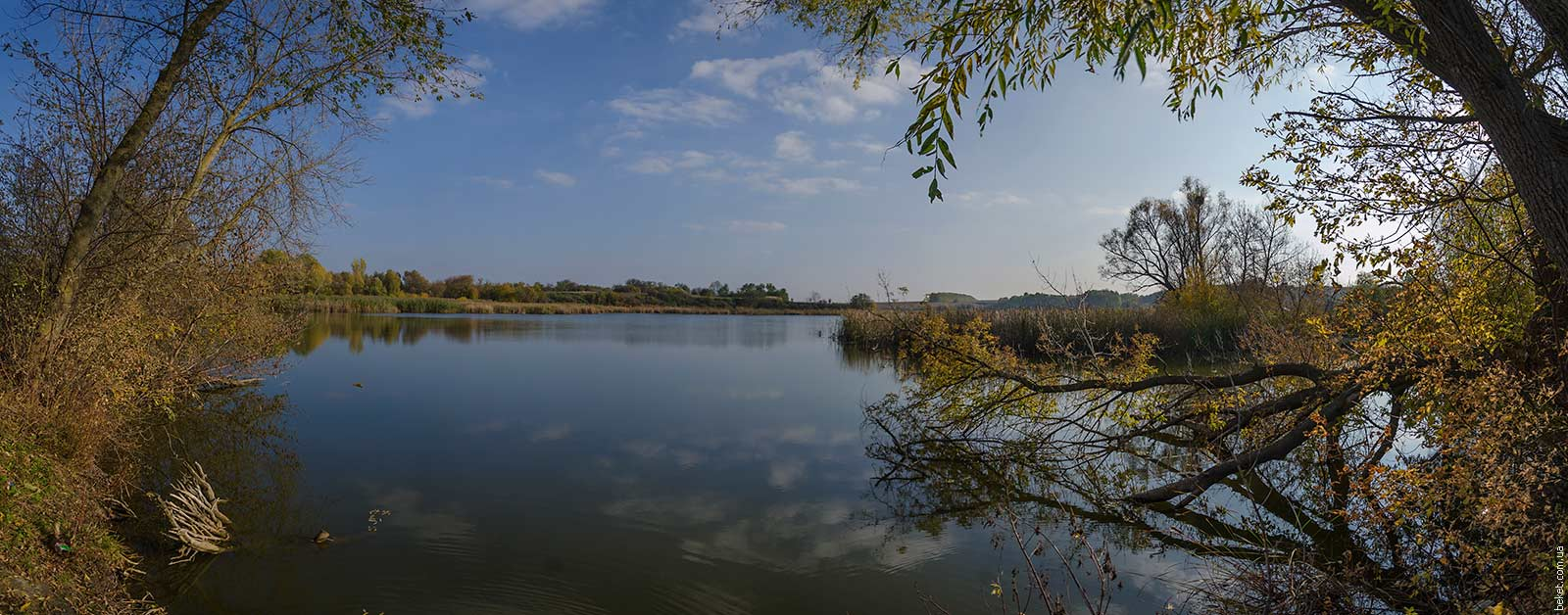

- Батурін Юрій Анатолійович — російський кіноактор.
- Задонцев Антон Іванович — український радянський вчений в галузі зернових культур
- Ківгіла Авксентій Семенович — український радянський та військовий діяч, відповідальний секретар Івано-Лисогірського районного комітету КП(б)У міста Харкова. Член ЦК КП(б)У в листопаді 1927 — червні 1930 р.